# 山地珍蛛
山地珍蛛（学名：Nippononeta alpina）为皿蛛科日皿蛛属的动物。在中国大陆，分布于湖北、贵州、福建等地。该物种的模式产地在湖北、贵州。